# Luftwaffen-Verdienstkreuz (Spanien)

Luftwaffen-Verdienstkreuz (Spanien)

Das Luftwaffen-Verdienstkreuz (es. Cruz del Mérito Aeronáutico) wurde am 30. November 1945 per Dekret durch den spanischen Staatschef Franco gestiftet und ist zur Auszeichnung an In- und Ausländer vorgesehen, die sich um diese Teilstreitkraft verdient gemacht haben. Die Verwaltung unterlag dem Kriegsministerium und ist heute beim Verteidigungsminister angesiedelt.

## Ordensklassen
Der Orden gliederte sich in drei Klassen und war in zwei Abteilungen für Verdienste in Kriegs- und Friedenszeiten gegliedert:
- III. Klasse
- II. Klasse
- I. Klasse
- Silbernes Verdienstkreuz

Das Verdienstkreuz wird heute nur noch in zwei Klassen (Großkreuz und Kreuz) und in vier Auszeichnungsstufen (spanisch distintivos, rot, weiß, blau und gelb) verliehen.
Das Luftwaffen-Verdienstkreuz mit der roten Auszeichnung (con distintivo rojo) wird verliehen für Mut, Taten oder Dienste während eines bewaffneten Konflikts oder militärischer Operationen, die den Einsatz von Waffengewalt einschließen oder einschließen können und erhebliche militärische oder Führungsfähigkeiten erfordern. Seit 2007 kann sie auch für heldenhafte Taten während einer Auslandsmission und für Soldaten, die während einer solchen Mission gefallen sind, verliehen werden.
Mit der blauen Auszeichnung (con distintivo azul) wird es verliehen für Handlungen, Ereignisse oder außergewöhnliche Leistungen, einschließlich Operationen im Rahmen eines UN-Mandats oder anderer internationaler Organisationen.
Mit der gelben Auszeichnung (con distintivo amarillo) wird es verliehen für Handlungen, Taten oder Dienste, die mit einem hohen persönlichen Risiko verbunden sind, sowie in Fällen von schwerer Verletzung oder Tod infolge solcher Handlungen oder Dienste.
Mit der weißen Auszeichnung (con distintivo blanco) wird es verliehen für Handlungen, Taten oder herausragende Dienste bei Missionen oder ordentlichen oder außerordentlichen Diensten in den Streitkräften oder im Zusammenhang mit der Verteidigung des Landes.

## Ordensdekoration
Das Ordenszeichen ist ein goldenes griechisches Kreuz, das je nach Abteilung rot (Kriegsverdienste) oder weiß emailliert ist. Es wird von einer Krone überragt und im oberen Kreuzarm befindet sich eine kleine Platte, auf der das Datum der Verleihung eingraviert wird. Im Avers findet sich ein gekröntes Flügelpaar, in dessen Mitte das Wappenschild der Streitkräfte zu sehen ist. Das Revers zeigt das Monogramm M A (Mérito Aeronáutico).
| Großkreuz – Rote Auszeichnung | Großkreuz – Blaue Auszeichnung | Großkreuz – Gelbe Auszeichnung | Großkreuz – Weiße Auszeichnung |
| Kreuz – Rote Auszeichnung     | Kreuz – Blaue Auszeichnung     | Kreuz – Gelbe Auszeichnung     | Kreuz – Weiße Auszeichnung     |

## Trageweise
Die III. Klasse wird an einer Schärpe sowie mit einem achtstrahligen goldenen Bruststern getragen. Inhaber der II. Klasse dekorieren die Auszeichnung mit einem silbernen Bruststern sowie dem Ordenszeichen an einem Brustband. I. Klasse und Silbernes Verdienstkreuz werden am Band auf der linken Brustseite getragen.
Das Ordensband unterscheidet sich nach Abteilung, ist weiß mit einem roten Mittelstreifen für Militärverdienste und weiß mit roten Bordstreifen für Zivilverdienste. In beiden Fällen ist das Brustband mit einer Tragespange versehen.

## Sonstiges
Inländern kann der Orden auch mit Berechtigung auf eine Pension zugesprochen werden. Dazu findet sich auf dem roten Ordenszeichen an den drei unteren Kreuzarmen jeweils ein weißer Streifen und auf dem weißen Ordenszeichen rote Streifen.